# Mafadi
Mafadi – szczyt w pasmie Gór Smoczych. Leży na granicy między Republiką Południowej Afryki a Lesotho. Jest to najwyższy szczyt Republiki Południowej Afryki. Leży niedaleko najwyższego szczytu Gór Smoczych, zarazem najwyższego szczytu Lesotho – Thabana Ntlenyana.